# 容华嫔
容华嫔（?—?），吐谷浑氏，东魏妃嫔，魏孝静帝的容华。
容华嫔是吐谷浑可汗夸吕堂妹。魏孝武帝永熙三年（534年），北魏分裂为东魏和西魏。吐谷浑与西魏毗邻，双方时战时和。吐谷浑从东魏兴和二年（540年）开始，多次借道柔然，与首都在邺都（今河北省临漳县）的东魏通使结好。武定三年（545年）二月庚申，吐谷浑王夸吕以其从妹嫁给孝静帝，以备后庭，为容华嫔。随后，东魏济南王元匡的孙女广乐公主嫁与夸吕为妻。